# Associação Atlética Asa Norte
Associação Atlética Asa Norte foi uma agremiação esportiva brasileira, sediada em Brasília, no Distrito Federal.[carece de fontes?]

## História
Em 1966 disputa a final da Taça Primavera contra seu maior rival, o Flamengo Atlético Clube, no Estádio do Defelê. Disputou ainda nesse mesmo ano um torneio futebolístico organizado pelo Clube dos Servidores da Universidade e teve a participação do Pederneiras Esporte Clube e o Banco Nacional Futebol Clube.
Seu principal torneio foi o Torneio Início do Departamento Autônomo da Federação Desportiva de Brasília de 1966.

## Flamengo x Asa Norte
Por se tratarem de clubes independentes, ou seja, não eram filiados a FDB, mas sim ao próprio Departamento Autônomo, há poucos registros desse confronto. Em 1966 o Correio Braziliense destaca o clássico, dando a entender que a rivalidade era a principal da Asa Norte. A rivalidade teria começado em campeonatos menores voltados apenas a times da Asa Norte, alguns desses times disputariam mais tarde a Copa Arizona de Futebol Amador.

## Estatísticas

### Participações
| Competição                | Competição            | Temporadas | Melhor campanha     | Estreia | Última | P | R |
| Distrito Federal (Brasil) | Departamento Autônomo | 1          | Desconhecido (1966) | 1966    | 1966   | – | – |